# Суккуловский сельсовет (Дюртюлинский район)
Суккуловский сельсовет — муниципальное образование в Дюртюлинском районе Башкортостана.

## История
Согласно «Закону о границах, статусе и административных центрах муниципальных образований в Республике Башкортостан» имеет статус сельского поселения.

## Население
| 2002  | 2009  | 2010  | 2012  | 2013  | 2014  | 2015  |
| ----- | ----- | ----- | ----- | ----- | ----- | ----- |
| 1604  | ↗1705 | ↘1633 | ↘1594 | ↘1563 | ↗1573 | ↘1549 |
| 2016  | 2017  |       |       |       |       |       |
| ↘1527 | ↘1476 |       |       |       |       |       |

## Состав сельского поселения
| № | Населённый пункт | Тип населённого пункта       | Население |
| - | ---------------- | ---------------------------- | --------- |
| 1 | Суккулово        | село, административный центр | →825      |
| 2 | Юкаликулево      | село                         | ↘364      |
| 3 | Мамадалево       | деревня                      | →183      |
| 4 | Уткинеево        | деревня                      | ↗143      |
| 5 | Атсуярово        | деревня                      | ↘118      |